# Condado de Humphreys (Mississippi)
O Condado de Humphreys é um dos 82 condados do estado norte-americano do Mississippi. A sua sede de condado é Belzoni, que é também a sua maior cidade.
O condado tem uma área de 1116 km² (dos quais 34 km² estão cobertos por água), uma população de 9375 habitantes, e uma densidade populacional de 8,7 hab/km² (segundo o censo nacional de 2010). O condado foi fundado em 1918 e o seu nome é uma homenagem a Benjamin G. Humphreys (1808–1882), general no Exército dos Estados Confederados durante a Guerra Civil Americana, e governador do Mississippi entre 1865 e 1868, durante a época da Reconstrução.